# Puente Internacional Aguas Verdes-Huaquillas
El Puente Internacional Aguas Verdes-Huaquillas es uno de los puentes que permiten el cruce de la frontera entre Ecuador y Perú.

## Descripción
La creación del puente fue dispuesta por el Protocolo de Río de Janeiro de 1942 luego del fin de la guerra peruano-ecuatoriana y la posterior desocupación peruana del suroeste de Ecuador, el mismo año de la firma se construyó una primera versión del puente. Para ese tiempo Huaquillas solo era un pequeño pueblo fantasma como consecuencia del conflicto, y Aguas Verdes un sitio militarizado.
El puente pasa sobre el canal internacional de Zarumilla, y hace de conexión comercial de la conurbación binacional Huaquillas-Zarumilla.
El puente es utilizado por contrabandistas y comerciantes ilegales, el acceso al puente suele ser libre para los habitantes de ambas ciudades, pero por el conflicto armado interno de Ecuador y la crisis migratoria venezolana en más de una ocasión el lado peruano fue cerrado.